# Caroline Gordon
Caroline Gordon, née le 6 octobre 1895 dans le Comté de Todd dans le Kentucky aux États-Unis et morte le 11 avril 1981 à San Cristóbal de Las Casas au Mexique, est une écrivaine et critique littéraire américaine.

## Biographie
Caroline Gordon est issue d'une famille de propriétaires terriens (la plantation Woodstock dans le Comté de Todd). Elle fait ses études secondaires à Clarksville dans le Tennessee, puis reçoit en 1916 un diplôme d'études supérieures du Bethany College (en) en Virginie occidentale. Elle commence sa carrière professionnelle comme journaliste de faits divers au Chattanooga Reporter à Chattanooga. 
Elle rencontre, en 1924, le poète américain Allen Tate – chef de file du mouvement « New criticism » – dont elle devient l'épouse de 1925 à 1959 (après un divorce en 1945 et un remariage en 1946). À ses côtés, elle fait la rencontre des grands noms de la littérature américaine et se décide, au début des années 1930, à se consacrer à l'écriture en particulier sur les conseils et le soutien de Ford Madox Ford qu'elle admire particulièrement.

## Œuvre
- Penhally (1931)
- Aleck Maury, Sportsman (1934)
- None Shall Look Back (1937)
- The Garden of Adonis (1937)
- Green Centuries (1941)
- The Women on the Porch (1944)
- The Forest of the South (1945)
- The House of Fiction: An Anthology of the Short Story, en collaboration avec Allen Tate (1950)
- The Strange Children (1951)
- The Malefactors (1956)
- A Good Soldier: A Key to the Novels of Ford Madox Ford (1957)
- How to Read a Novel (1957)
- Old Red and Other Stories (1963)
- The Glory of Hera (1972)
- The Collected Stories of Caroline Gordon (1981)

## Prix et distinctions
- 1932 : Bourse Guggenheim
- 1934 : O. Henry Award